# Ukyō-ku (Kyōto)
Ukyō-ku (jap. 右京区, dt. „rechter Hauptstadtbezirk“) ist einer von elf Stadtbezirken (ku) von Kyōto, Japan.

## Etymologie
Der Name Ukyō, „rechter Hauptstadtbezirk“, stammt daher, dass der japanische Kaiser Richtung Süden saß, wenn er im Kaiserpalast residierte, so dass die westlichen Stadtgebiete von ihm aus rechts lagen. Entsprechend heißt der östliche Bezirk Sakyō-ku, was „linker Hauptstadtbezirk“ bedeutet. Ursprünglich bezeichnete Ukyō die westlichen Teile der Innenstadt, der heutige Bezirk Ukyō-ku dagegen liegt zum größten Teil außerhalb der historischen Stadtgrenze und überschneidet sich nur an wenigen Stellen mit dem alten Ukyō.

## Geschichte
Ukyō-ku entstand am 1. April 1931 im Zuge der Eingemeindung der Stadt Saga (嵯峨町, -chō), sowie der Dörfer 
Hanazono (花園村, -mura), 
Kyōgoku (京極村, -mura), 
Matsuo (松尾村, -mura), 
Katsura (桂村, -mura), 
Kawaoka (川岡村, -mura),
Sai (西院村, -mura), 
Umegahata (梅ヶ畑村, -mura), 
Umezu (梅津村, -mura), 
Uzumasa (太秦村, -mura) je aus dem Landkreis Kadono (葛野郡, -gun).
Am 1. Dezember 1950 wurde Ōe (大枝村, -mura) und am 1. November 1959 Ōharano (大原野村, -mura) je aus dem Landkreis Otokuni (乙訓郡, -gun) eingemeindet. Beide wurden dann wiederum am 1. Oktober 1976 zusammen mit Matsuo, Katsura und Kawaoka als neuer Stadtbezirk Nishikyō-ku ausgegliedert.
Mit der letzten Eingemeindung vom 1. April 2005 der Stadt Keihoku (京北町, -chō) aus dem Landkreis Kitakuwada (北桑田郡, -gun) vervierfachte sich das Stadtgebiet nahezu von 74,27 auf 291,95 km².

## Sehenswürdigkeiten

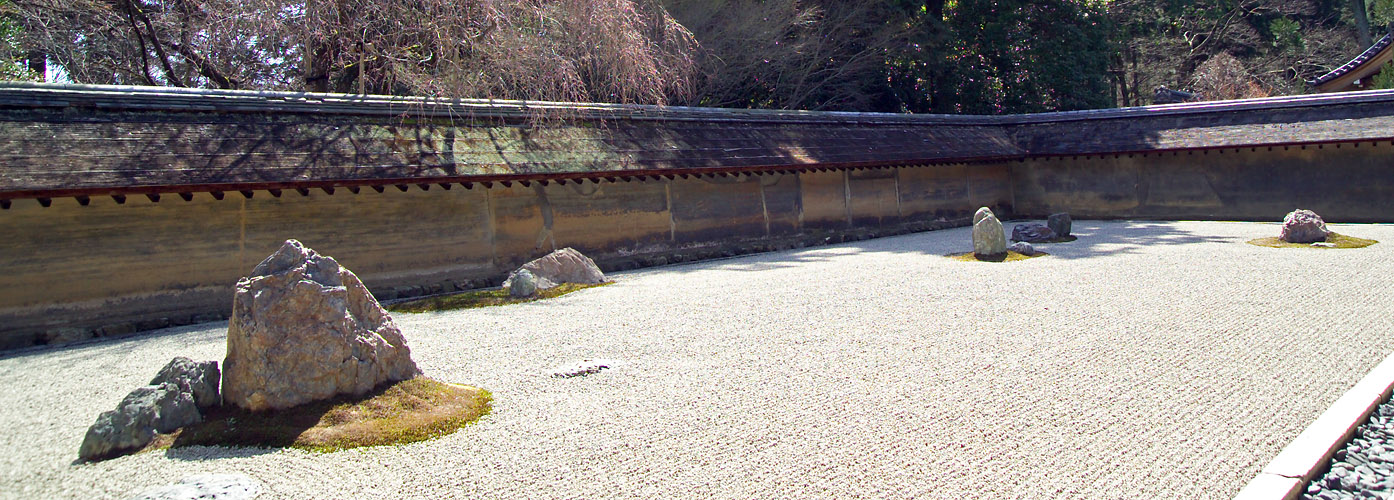
Der Kiesgarten von Ryoan-ji in Ukyō-ku ist eine der berühmtesten Sehenswürdigkeiten Kyotos

Zu den bedeutenden Plätzen des Bezirks gehören die „Brücke zum Mond“ – Togetsu-kyō – im Ortsteil Arashiyama, der buddhistische Tempelkomplex Ninna-ji, der Zen-Tempelkomplex Myōshin-ji, der Zen-Tempel Ryōan-ji mit seinem berühmten Kiesgarten, der Tempel Daikaku-ji im Ortsteil Sagano und der Tempel Kōryū-ji im Ortsteil Uzumasa. Im Ortsteil Nakaragi liegt die Präfekturuniversität Kyōto. Ukyō-ku ist außerdem ein Zentrum der japanischen Filmindustrie, unter anderem befindet sich hier eines der beiden Filmstudios der Tōei.

## Persönlichkeiten
- Yui Narumiya (* 1995), Fußballspielerin